# Castell de Verges
El castell de Verges era el nucli primigeni de Verges, al Baix Empordà. El castell era situat a la part alta del puig, al lloc on es troba emplaçat el nucli emmurallat de la població medieval, que avui dia ocupen les escoles i la Casa de la Vila, i a la plaça que hi ha al davant.

## Història
Apareix esmentat en un document datat entre el 1115 i el 1164 en el qual el comte de Rosselló rebia del comtat d'Empúries un capbreu de les albergues on hi constaven les seves propietats i s'hi fa esment de l'«honore de castello Virginum».
El castell va ser motiu de nombroses disputes entre el bisbe de Girona i el comte d'Empúries, fins al punt de ser el castell empenyorat i el comte Hug IV excomunicat. L'any 1225, el comte Hug IV d'Empúries donà al bisbe Alemany de Girona, com a penyora, el «castrum de Virginibus» juntament amb el castell d'Ullastret i la vila d'Empúries.
Junt amb la vila, va pertànyer als comtes d'Empúries fins al 1295 en què fou donat en feu a Bernat Amat de Cardona i d'Empúries, per ser-li confiscat de nou el 1302. Bernat Amat s'havia dedicat a saquejar diverses localitats empordaneses que depenien del bisbe de Girona; morí l'any 1310. Les activitats del batlle del castell de Verges, que representava el comte d'Empúries els anys 1329 i 1357, també foren motiu de diverses queixes.

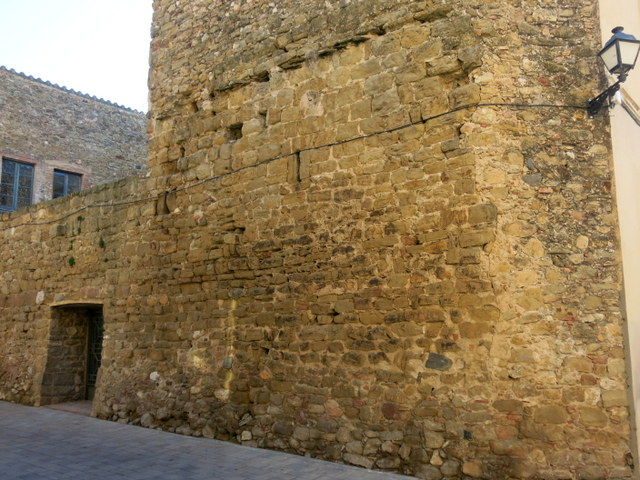
Castell de Verges (Gener 2014)

Al segle xiv, durant les lluites entre el comte Joan I d'Empúries i el rei Pere el Cerimoniós, el comandament del castell fou lliurat al cap d'uns mercenaris gascons i armanyaguesos anomenat Bita, previ jurament, a l'església de Verges, que respectarien tot el que calia respectar. El setembre de 1385, Verges fou presa per l'exèrcit reial de Pere el Cerimoniós, comandat per Bernat de Fortià, el qual, dos anys més tard, annexà el comtat d'Empúries a la corona, per retornar-lo el 1387 al comte Joan.
El 1399, el comte Pere III es va casar amb Joana de Rocabertí, i en la mort de Pere el 1401, la vila va passar als vescomtes de Rocabertí. Però el rei Martí, oncle de Pere III, no acceptà aquesta disposició i apel·là les disposicions de 1325 i 1341 que estipulaven que en cas d'extinció de la línia directa, el comtat retornava a la corona com a tronc comú de la rama dinàstica. Així doncs, el rei Martí va unir el comtat, i amb ell el castell, als dominis reials l'any 1402.
La localitat va esdevenir el centre de la baronia de Verges, juntament amb la Tallada d'Empordà i Bellcaire d'Empordà, que l'any 1418 entrà en possessió de la família Rocabertí. Durant la guerra civil catalana del 1462-72 el castell resultà molt malmès pels atacs de les tropes del rei Joan II. Finalment, el 1587, el rei Felip II ordenà la seva incorporació a la corona i el pas de Verges a vila reial.
El 27 de maig de 1694 forma part de l'escenari de la batalla de Verges o del Ter, en el marc de la invasió francesa, quan l'exèrcit francès comandat per Anne Jules de Noailles,duc de Noailles, derrotà les confiades tropes del duc d'Escalona.

## Arquitectura
Les úniques restes del castell es localitzen a la paret posterior de l'Ajuntament i paral·lel a la paret de l'església. Només es conserva un pany de paret aproximadament de 10 metres de llarg, a dos nivells diferents d'alçària, uns d'uns 5 metres i un altre d'uns 4 metres. El mur té un gruix d'aproximadament 1,5 metres; s'hi conserven algunes espitlleres, i s'hi ha practicat una obertura d'accés al pati posterior de l'edifici de la Casa de la Vila, al qual es troba integrat. L'aparell és de pedres rectangulars de dimensions diferents i poc treballades. Diverses torres i alguns murs assenyalen el recorregut del recinte murat d'època medieval.
El mur de l'Ajuntament sembla que devia haver estat bastit al segle xiv o XV.. La major part de les muralles poden ésser datades vers el segle xiii o el XIV: una de les torres és, però, del segle xv o el XVI.